# 伊万·巴尔托什
伊万·巴尔托什（捷克語：Ivan Bartoš，1959年6月7日—）捷克软件架构师、活动家、政治家，現任捷克數位化副總理兼區域發展部長，2017年10月起担任捷克共和国众议院议员。2009至2014年及2016年以来，担任捷克海盗党主席，该党是2017年议会选举后的众议院第三大党，自2017年11月起担任公共行政和区域发展委员会主席。

## 政治生涯
伊万·巴尔托什1980年3月20日出生于捷克共和国波希米亚北部的一个山区度假小镇亚布洛内茨。他在布拉格查理大学文学院学习信息学和图书馆学，并参加了新奥尔良大学的学生交流项目。之后巴尔托什在IT行业工作，并于2009年10月当选为海盗党主席。
巴尔托什领导海盗党在2010年第一次参加了立法选举，海盗党赢得了0.8%的选票，没有赢得众议院议席。
巴尔托什再次作为海盗党领导人参加了2013年立法选举，赢得了2.66%的选票，没有达到5%的选举门槛。巴尔托什作为海盗党领导人在2014年欧洲议会选举中赢得了4.78%的选票，没能达到5%的选举门槛
。2014年6月，巴尔托什辞去了海盗党领导人
2016年，巴尔托什再次当选海盗党主席，并带领海盗党参加了2017年立法选举，以10.8%的全国选票成为众议院第三大党，赢得200个席位中的22席。
2018年，巴尔托什再次当选海盗党主席，并领导该党参加2018年地方选举，布拉格的海盗党选举领袖茲德涅克·賀吉普当选布拉格市长。2019年，巴尔托什领导海盗党参加了欧洲议会选举，支持马塞尔·科拉亚和其他海盗党主要候选人。海盗党获得13.95%的选票，3名成员进入欧洲议会。
2020年1月，巴尔托什再次当选海盗党主席。

## 外部連結
- 伊万·巴尔托什的X（前Twitter）